# Jaroslav Rezler
Jaroslav Rezler (* 10. června 1939 Malešov) je český restaurátor a sochař. Jako výtvarník se zabývá uměleckým zpracováním a cizelováním kovů, šperkařstvím, muzejní konzervací a restaurováním kovů.

## Život
V letech 1961–1963 vystudoval v Hradci Králové u prof. Artura Bartošky umělecké zpracování a cizelování kovů a v roce 1977 v Moravském muzeu v Brně muzejní konzervace a restaurování kovů. Žije a tvoří v Kutné Hoře, kde od roku 1960 vlastní ateliér a kovárnu. V letech 1961–1965 působil jako konzervátor Oblastního muzea v Kutné Hoře. V letech 1966–1968 byl vedoucím ateliéru Středočeského podniku pro konzervaci a obnovu památek. Od roku 1970 dlouhodobě spolupracoval s architektem Petrem Kalfusem. Ve svých dílech se zabýval kovanou sakrální plastikou, restaurováním a kovanými realizacemi pro architekturu a liturgické prostory. V roce 1990 získal restaurátorskou licenci Ministerstva kultury ČR a začal se plně věnovat restaurování. V jeho tvorbě se často objevuje spojení kamene a kovu, kontrastu pevného a pohyblivého. Je tvůrcem speciálních šperků a předmětů sakrální povahy, např. osobního kříže pro biskupa královéhradeckého Josefa Kajneka, berlínského preláta Josepha Michelfeita, pro hraběnku Sophii Hartig-Waldstein atd. Od roku 1990 je členem Středočeského sdružení Unie výtvarných umělců a od roku 2002 předseda sdružení. Soudní znalec v oboru výtvarné umění a starožitnosti.
V květnu 2019 byl jmenován čestným občanem města Kutná Hora.

## Samostatné výstavy
1964 Jeneweinova galerie, Kutná Hora; 1965 Muzeum Uhlířské Janovice; 1982 Regionální muzeum Kolín

## Společné výstavy
1965 Muzeum Uhlířské Janovice; 1966 Dům pánů z Kunštátu, Brno; 1979 Středočeská galerie, Praha; 1987 I.kutnohorské bienále, Vlašský dvůr, Kutná Hora; 1989 II.kutnohorské bienále, Kamenný dům, Kutná Hora; Galerie Jindřicha Průchy, Čáslav; Salón středočeských výtvarníků, Bruselský pavilón, Praha; 700 let města Kutné Hory, Vlašský dvůr, Kutná Hora; 1993 Výtvarné umění na Kolínsku od 40. let po současnost, Regionální muzeum Kolín; 1995 Hrad Lipnice (s Janem Dvořákem, Pavlem Rajdlem); 2002 SSV, Podlipanské muzeum Český Brod; SSV, Rabasova galerie Rakovník; 2003 SSV, Rabasova galerie Rakovník; 2005 8 výtvarníků Středočeského sdružení výtvarníků, Muzeum Podblanicka, Vlašim; 2006 SSV, Rabasova galerie Rakovník; SSV, Městská galerie Beroun; 2007 SSV, Zámecká galerie, Kladno; SSV, Galerie Olomouc; SSV, Rabasova galerie Rakovník; 2008 SSV, Českobratrský sbor Mladá Boleslav; SSV, Galerie Chagall, Karviná; SSV, Rabasova galerie Rakovník; SSV, Městská galerie Beroun.

## Realizace pro architekturu (výběr)
1972 Kutná Hora, interiér restaurace U Dačického – kovové doplňky (s Dobroslavem Follem a Františkem Skálou); 1975 Kutná Hora, Vlašský dvůr - Národní kulturní památka, kované zábradlí, okenní mříže, branka (s Petrem Kalfusem); 1978 Kutná Hora, katedrála sv.Barbory, vstupní mříž (s Petrem Kalfusem); 1982 Sázavský klášter - Národní kulturní památka, vstupní brána a branka (s Petrem Kalfusem); 1990 Jakub (u Kutné Hory), románský kostel sv. Jakuba, kovaná vstupní brána (s Petrem Kalfusem), aj.

## Realizace pro liturgické prostory (výběr)
1970 Kutná Hora Sedlec, ř.k.farní kostel Nanebevzetí P.Marie, hlavní loď  - kovaná menza a sedes; boční kaple - kovaná menza, ambon, svatostánek; 1972-1973 Zámrsk, farní kostel, kovaná oltářní menza; 1978 Nebovidy, farní kostel, kovaná menza; 1984 Otryby, farní kostel, ambon a kovaný procesní kříž; 1985 Praha, kostel sv. Voršily, kovaná oltářní menza, ambon, svatostánek a vstupní mříž do boční kaple; 1986 Praha, kostel sv.Ludmily, nám.Míru, kovaná menza a ambon; 1988 Jiřetín pod Jedlovou, hřbitov řádu sv.Voršily, kovaný svatostánek a menza (s Alešem Rezlerem); 1991 Praha - Liboc, farní kostel, svatostánek (s Alešem Rezlerem); 1995-1996 Golčův Jeníkov, hřbitovní kostel sv.Markéty, kované doplňky interiéru (s Alešem Rezlerem), aj.

## Zastoupení ve sbírkách
soukromé sbírky v ČR, Německu, Spojených státech; zvláště pak předměty sakrální povahy - osobní kříž biskupa královéhradeckého Josefa Kaineka (1970), osobní kříž berlínského preláta Josepha Michelfeita (1993), osobní kříž hraběnky Sophie Hartig-Waldstein (1994), aj.

### Televize
Jaroslav Rezler, Československá televize, leden 1978.
Aktuality ze Středočeského kraje, Československá televize, prosinec 1983.